# Bainville-aux-Saules
Bainville-aux-Saules är en kommun i departementet Vosges i regionen Grand Est (tidigare regionen Lorraine) i nordöstra Frankrike. Kommunen ligger i kantonen Dompaire som tillhör arrondissementet Épinal. År 2022 hade Bainville-aux-Saules 160 invånare.

## Befolkningsutveckling
Antalet invånare i kommunen Bainville-aux-Saules
| Referens: INSEE |